# Mario Vallotto

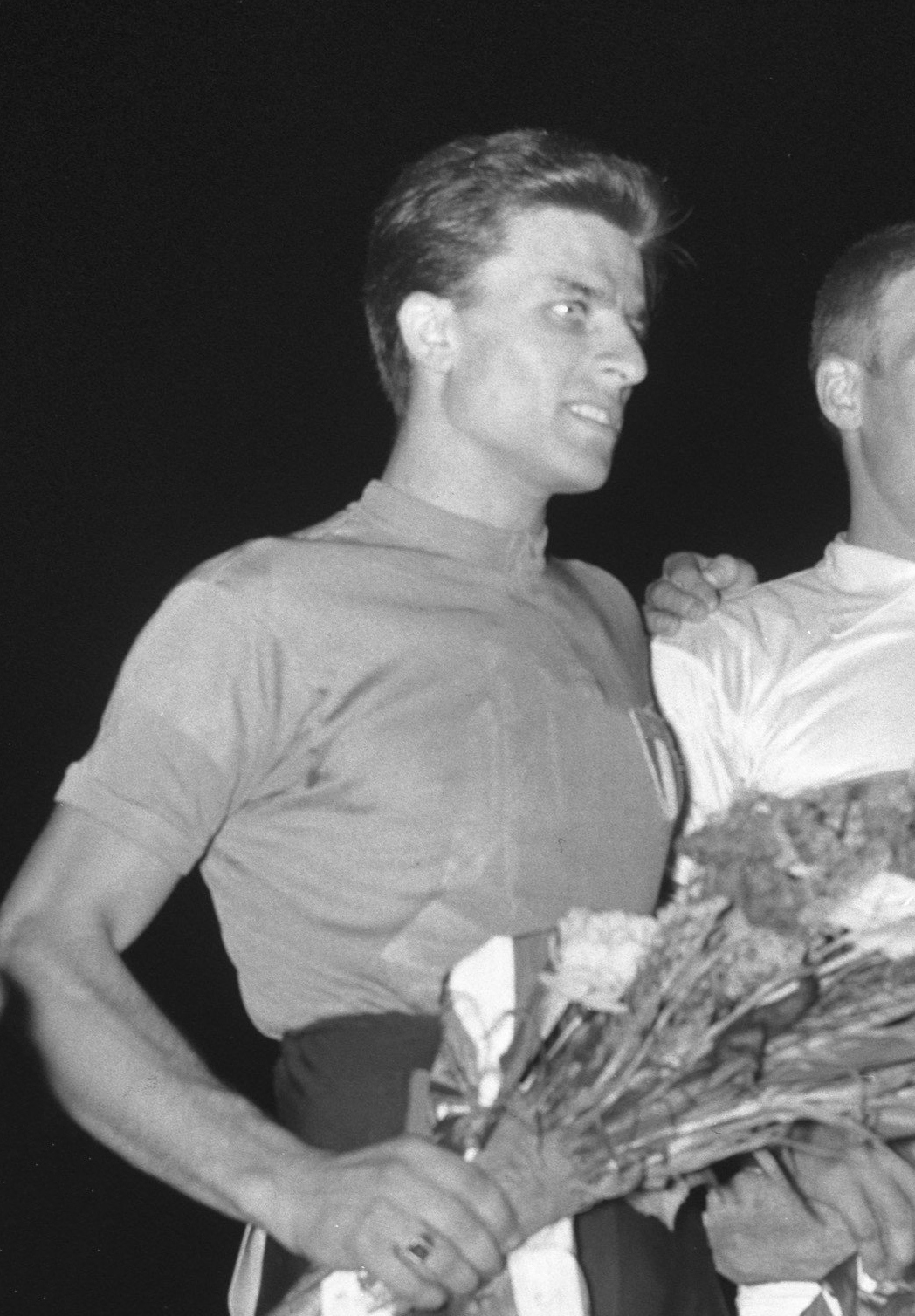
Mario Vallotto, 1959

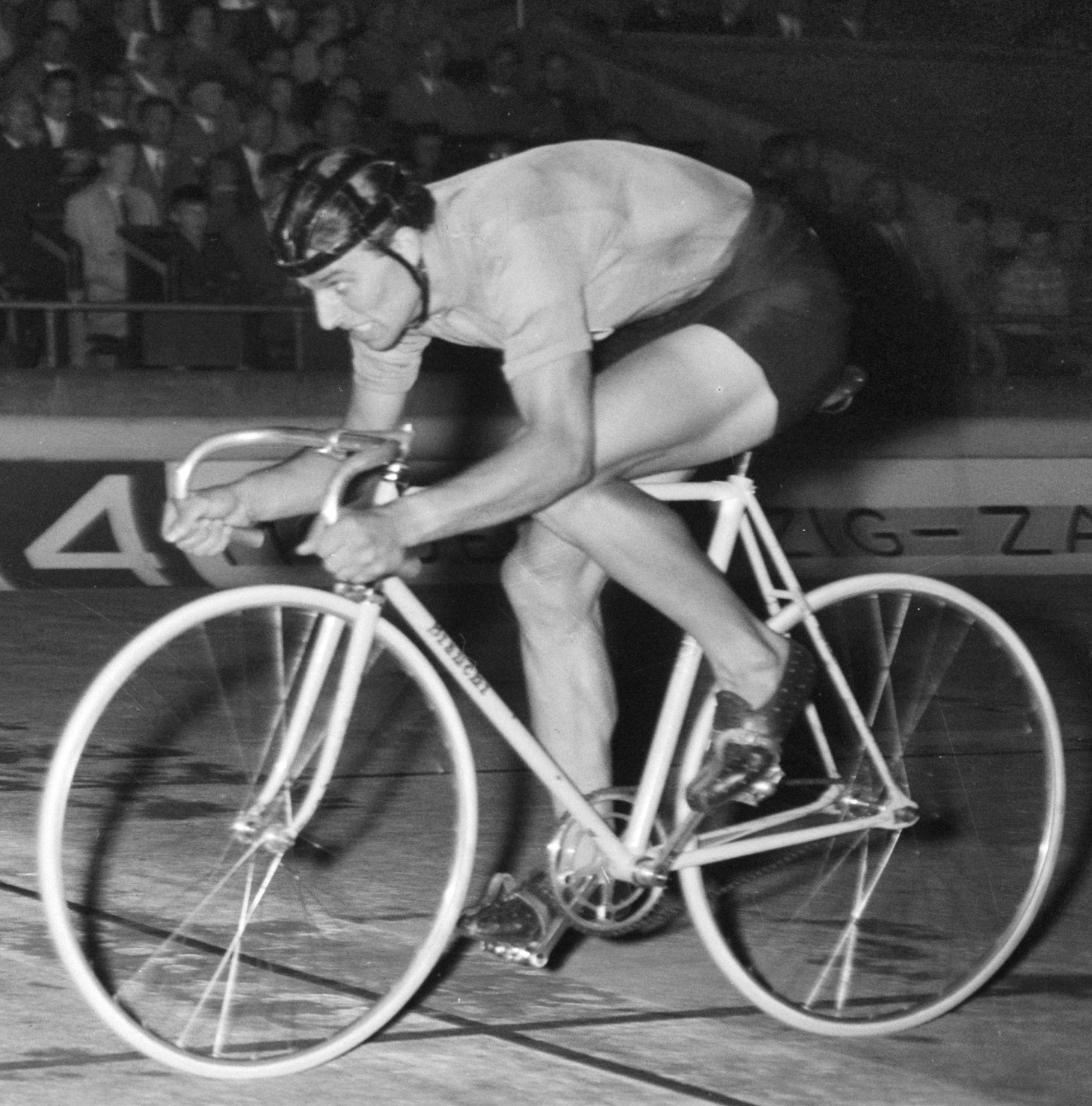
Mario Vallotto, 1959

Mario Vallotto (* 18. November 1933 in Mirano; † 22. April 1966 in Padua) war ein italienischer Bahnradsportler.
1959 wurde Mario Vallotto Vize-Weltmeister in der Einerverfolgung der Amateure bei den Bahn-Weltmeisterschaften in Amsterdam. Im Jahr darauf errang er mit dem italienischen Bahnvierer (Marino Vigna, Luigi Arienti und Franco Testa) bei den Olympischen Spielen in Rom die Goldmedaille in der Mannschaftsverfolgung.
Vallotto starb 1966 im Alter von 32 Jahren an einem Tumorleiden.